# Tord Karlsson
Alf Tord Karlsson (* 4. Dezember 1941 in Kiruna; † 18. Mai 2017 ebenda) war ein schwedischer Skispringer.

## Werdegang
Karlsson, der für den Verein IFK Kiruna antrat, startete bei der Vierschanzentournee 1966/67 zu seinem ersten internationalen Wettbewerb. Beim Auftaktspringen auf der Schattenbergschanze in Oberstdorf landete er auf dem 20. Platz, bevor er beim Neujahrsspringen auf der Großen Olympiaschanze in Garmisch-Partenkirchen nach einem deutlichen Leistungseinbruch auf Platz 65 sprang. Auf der Bergiselschanze in Innsbruck erreichte er mit Rang 49 erneut nur ein schwaches Ergebnis. Nachdem er auf der Paul-Außerleitner-Schanze in Bischofshofen noch einmal Platz 51 erreicht hatte, lag er nach der Tournee mit 673,5 Punkten Rang 48 der Gesamtwertung.
Bei den Schwedischen Meisterschaften 1968 gewann Karlsson von der Normalschanze sowie mit der Mannschaft seine ersten und einzigen nationalen Titel. Kurze Zeit später startete er bei den Olympischen Winterspielen 1968 in Grenoble. Von der Normalschanze belegte Karlsson Platz 43 und von der Großschanze Platz 32.
Sein letztes internationales Turnier bestritt Karlsson mit dem Start bei der Vierschanzentournee 1968/69. Jedoch bestritt er nur das Springen in Oberstdorf, wo er auf den 20. Platz sprang. In der Gesamtwertung belegte er Rang 74.

## Statistik

### Vierschanzentournee-Platzierungen
| Saison  | Platz | Punkte |
| ------- | ----- | ------ |
| 1966/67 | 48.   | 673,5  |
| 1968/69 | 74.   | 182,3  |